# Пеньково (Казахстан)
Пенько́во (каз. Пеньков) — село у складі Кизилжарського району Північноказахстанської області Казахстану. Адміністративний центр Рощинського сільського округу.
Населення — 1079 осіб (2021; 958 у 2009, 1048 у 1999, 937 у 1989).
Національний склад станом на 1989 рік:
- росіяни — 52 %
- казахи — 29 %.